# Wilhelm von Breitschwert (Politiker)
Wilhelm Gustav Freiherr von Breitschwert (* 19. Juni 1797 in Stuttgart; † 26. Oktober 1864 ebenda) war ein deutscher Jurist und Politiker.

## Leben
Als Sohn eines Kollegialdirektors und Staatsrates geboren, studierte von Breitschwert Rechtswissenschaften in Tübingen, wo er 1816 Stifter der Burschenschaft Arminia Tübingen war.  Nach seinem Abschluss wurde er Direktor des Tübinger Gerichtshofes. Er war Rittergutsbesitzer in Ehningen im Oberamt Böblingen. Ab 1856 war er Präsident des Württembergischen Staatsgerichtshofes. Er war Staatsrat und königlicher Kammerherr.
1848 bis 1849 und 1851 bis 1856 war er für die Ritterschaft des Neckarkreises Abgeordneter der Württembergischen Landstände.

## Ehrungen
- 1841: Orden der Württembergischen Krone, Ritterkreuz
- 1856: Friedrichs-Orden, Komtur 2. Klasse